# Wanda Kledzik
Wanda Bronisława Kledzik (ur. 2 września 1946 w Dziembówku, zm. 11 maja 1998) – polska polityk, posłanka na Sejm PRL IX kadencji.

## Życiorys
W 1963 ukończyła zasadniczą szkołę zawodową w Chodzieży. W 1964 podjęła pracę w Chodzieskich Zakładach Porcelany i Porcelitu, a w 1973 jako brakarz kontroli jakości na Oddziale Szkliwierni i Pieców.
W 1967 wstąpiła do Polskiej Zjednoczonej Partii Robotniczej. Była też działaczką OPZZ i Niezależnych Samorządnych Związków Zawodowych Chodzieskich Zakładów Porcelany i Porcelitu. Od 1980 pełniła funkcję sołtysa wsi Dziembówko. W latach 1985–1989 sprawowała mandat posłanki na Sejm PRL IX kadencji w okręgu Piła z ramienia PZPR. Zasiadała w Komisji Rynku Wewnętrznego i Usług, należała także do Zespołu Posłów Związkowych.
Była także radną gminy Kaczory.

## Odznaczenia
- Złoty Krzyż Zasługi (1984)
- Srebrny Krzyż Zasługi (1975)
- Medal 40-lecia Polski Ludowej
- Srebrne Odznaczenie im. Janka Krasickiego (1984)
- Odznaka Przodownika Pracy Socjalistycznej
- Srebrna Odznaka honorowa „Zasłużony dla Budownictwa i Przemysłu Materiałów Budowlanych”
- Złota Odznaka „Za zasługi w rozwoju Województwa Pilskiego”